# Bá quốc Baden-Baden

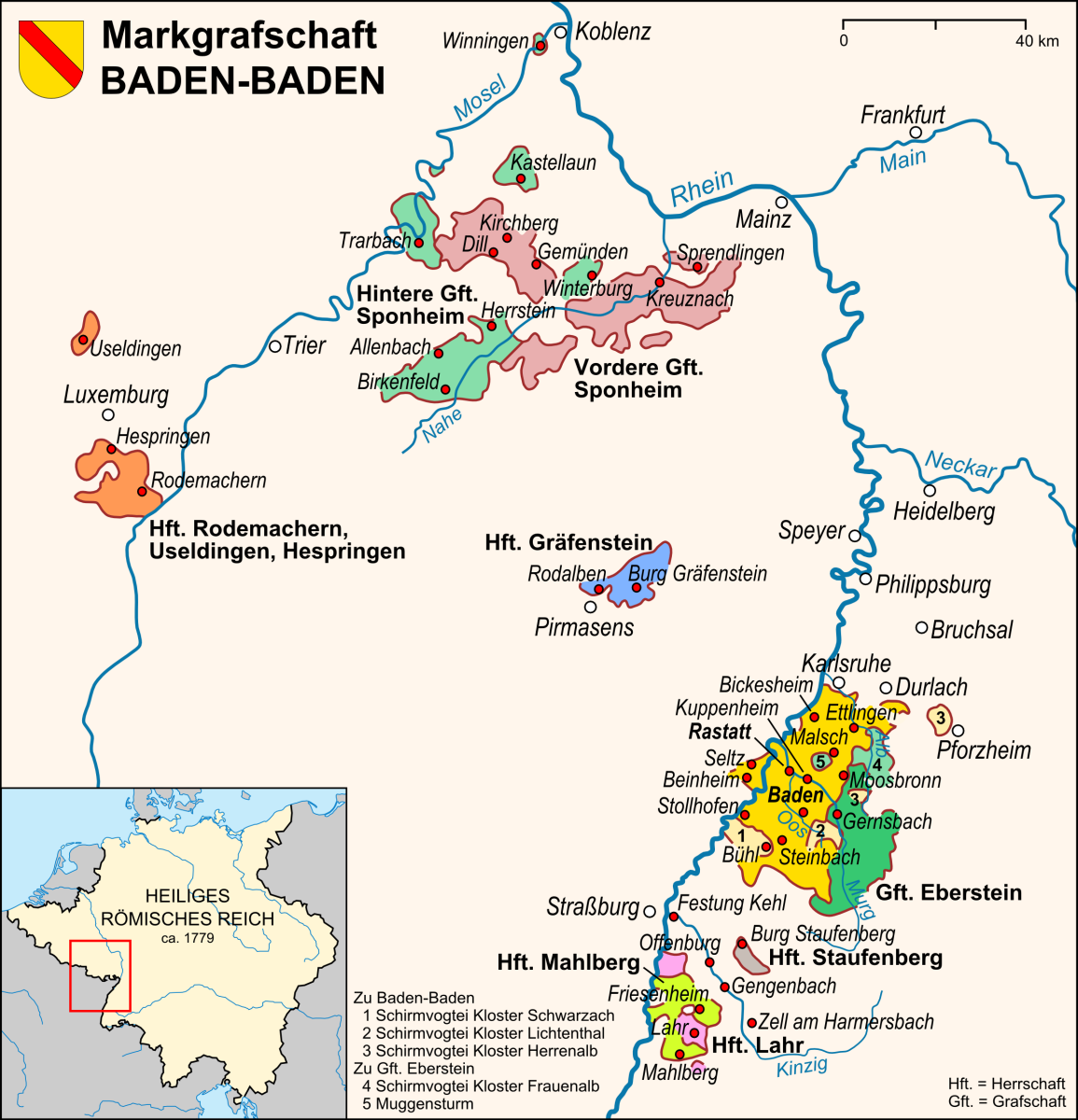
Bản đồ Phiên địa bá quốc Baden-Baden

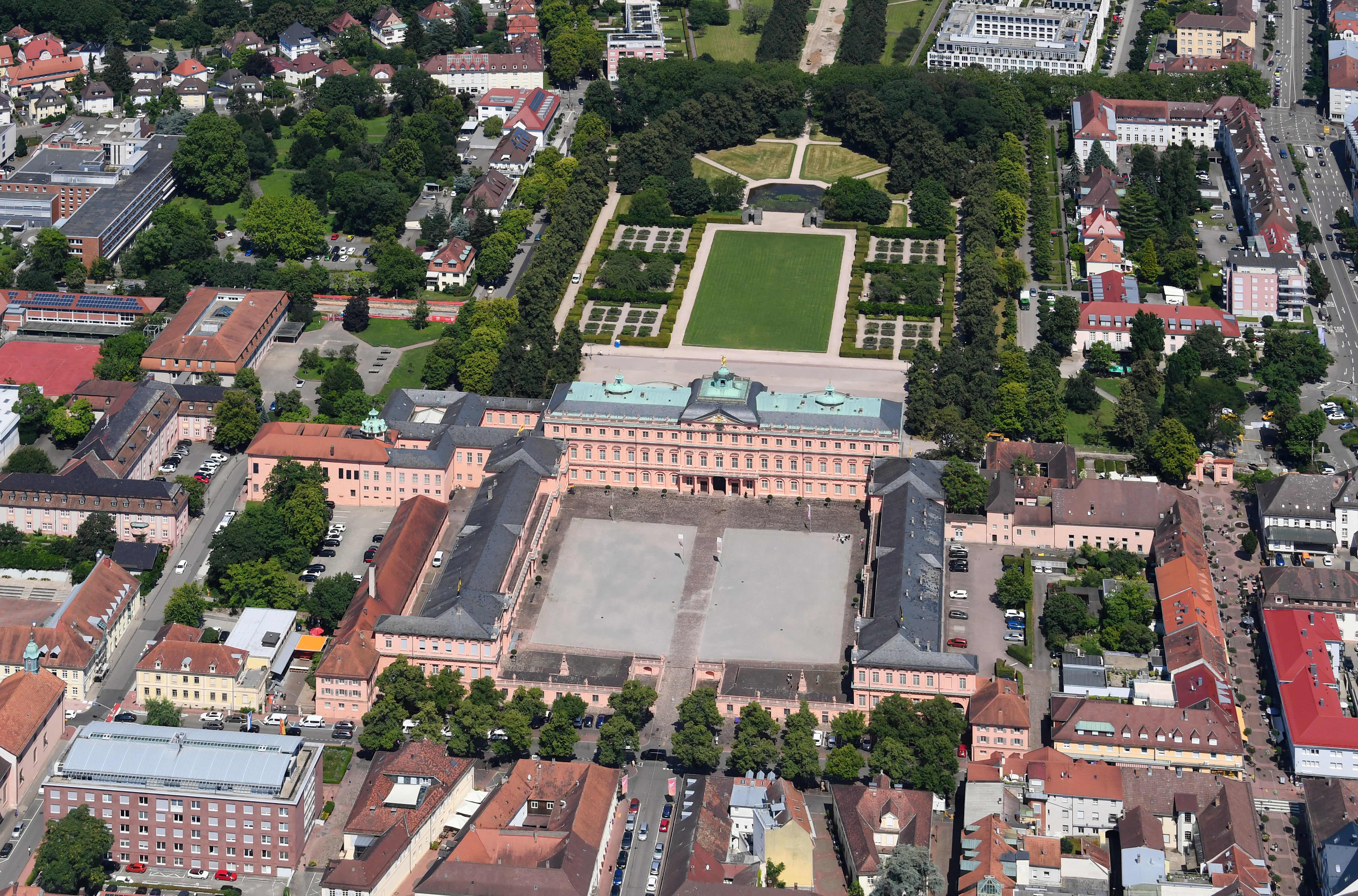
Schloss Rastatt, cung điện của các bá tước Baden trong thế kỷ XVIII

Phiên địa Bá quốc Baden-Baden (tiếng Anh: Margraviate of Baden-Baden; tiếng Đức: Markgrafschaft Baden-Baden) là một nhà nước của Đế chế La Mã Thần thánh, lãnh thổ của nó toạ lạc ở Tây Nam Cộng hoà Liên bang Đức hiện đại. Nó được tạo ra vào năm 1535 cùng với Phiên địa bá quốc Baden-Durlach do sự phân chia của Phiên địa bá quốc Baden. Lãnh thổ của nó bao gồm một khu vực cốt lõi ở đoạn giữa của Thượng lưu sông Rhine xung quanh thủ đô Baden, cũng như các lãnh chúa trên sông Moselle và Nahe.
Trong khi đạo Tin lành chiếm ưu thế ở Baden-Durlach, Baden-Baden theo Công giáo từ Chiến tranh Ba mươi năm (1618-1648) trở đi. Sau khi lãnh thổ bị phá hủy hoàn toàn trong Chiến tranh Chín năm (1688-1697), Bá tước Louis William, "Turkishlouis", đã dời đô đến Rastatt và xây dựng Schloss Rastatt ở đó, cung điện kiểu baroque đầu tiên ở Thượng lưu sông Rhine. Dưới sự nhiếp chính của người vợ góa của ông, Sibylle xứ Sachsen-Lauenburg, các công trình kiến trúc kiểu baroque khác đã được xây dựng. Khi con trai thứ hai của bà là Bá tước Augustus George qua đời mà không có người thừa kế vào năm 1771, Baden-Baden được thừa kế bởi những nhà cai trị Baden-Durlach, từ đó cả hai lãnh thổ thống nhất lại với nhau.